# Wie schön, daß es dich gibt
Wie schön, daß es dich gibt ist eine romantische, österreichische Komödie aus dem Jahre 1957 von Thomas Engel mit Ingrid Andree und Hans Söhnker in den Hauptrollen.

## Handlung
Die Wiener Studentin Uschi Seeger hat ein Problem: Genau genommen sind es jedoch ihre Brüder, die ihr Sorgen bereiten. Beide jungen Männer sind finanziell derart notorisch klamm, sodass sich Uschi dringend Gedanken macht, wie sie an Geld kommen könnte. Eines Tages hat sie eine „blendende“ Idee. Warum es nicht von denen nehmen, die eh genug davon haben? Da bietet sich der ebenso charmante wie wohlhabende Theo Henning geradezu an; ein gutsituierter Herr „in den besten Jahren“, Typ graumelierter Gutsherr, charmant und Bewohner einer schicken Villa. 
Kurzerhand stellt sich Uschi ihm als seine ebenso unbekannte wie uneheliche Tochter vor und macht ziemlich unverblümt klar, dass er sie nun eigentlich finanziell unterstützen müsse. Zu ihrer großen Überraschung ist Herr Hennig mitnichten schockiert oder wirft sie gar aus seinen luxuriösen vier Wänden wieder heraus. Nein, er freut sich sogar über den unverhofften, späten Nachwuchs! Allmählich beginnt sich Uschi zu fragen, ob sie bei all der Freundlichkeit, die ihr entgegengebracht wird, nicht doch etwas unrechtes tut. Eines Tages stellt sich sogar die Liebe ein, als die kesse Uschi den etwas linkischen Dr. Hubert Hinz näher kennen lernt …

## Produktionsnotizen
Wie schön, daß es dich gibt entstand im Frühjahr 1957 in Österreich und wurde am 16. August 1957 in Wien uraufgeführt. Die Deutschlandpremiere war am 30. Januar 1958.
Karl Schwetter übernahm die Produktionsleitung, die Filmbauten gestaltete das Ehepaar Werner Schlichting und Isabella Ploberger.

## Kritik
Im Lexikon des Internationalen Films urteilte knapp: „Standard-Verwechslungskomödie.“